# Уэйр, Дэвид Спенсер
Дэ́вид Спе́нсер Уэ́йр (англ. David Spencer Ware; 7 ноября 1949, Плейнфилд — 18 октября 2012, Нью-Брансуик) — американский фри-джазовый саксофонист.

## Биография
Уэйр родился в Плейнфилде (штат Нью-Джерси), вырос в Скотч-Плейнсе и окончил Среднюю школу Скотч-Плейнса — Фэнвуда. Он учился в Музыкальном колледже Беркли. Он жил в Нью-Йорке и работал водителем такси в течение 14 лет, но позже вернулся в Скотч-Плейнс.
Его дебютный альбом, выпущенный в 1971 году, продюсировал Абдул Ханна, альт-саксофонист из Бостона. В конце 1970-х Уэйр записывался с барабанщиком Эндрю Сириллом и пианистом Сесилом Тейлором. В начале 1990-х годов он организовал квартет, в состав которого помимо Уэйра входили пианист Мэтью Шипп, басист Уильям Паркер и барабанщик Марк Эдвардс. Место последнего позднее занимали Уит Дики, Сьюзи Ибарра и Гильермо Э. Браун. Квартет выпустил ряд альбомов, хорошо принятых критиками. Большая часть была издана на небольших лейблах, но в конце 1990-х саксофонист Брэнфорд Марсалис помог Уэйру заключить контракт на выпуск двух пластинок с компанией Columbia Records. В 2001 году критик Гари Гиддинс назвал квартет Уэйра «лучшим небольшим бэндом в джазе на сегодняшний день». Уэйр распустил квартет примерно в 2007 году, после выпуска альбома Renunciation. Позже он записывал альбомы для соло-саксофона, а также с различными приглашёнными группами.
Уэйр страдал от болезни почек и в возрасте 60 лет смог пройти успешную операцию по трансплантации почки, которая была пожертвована ему в ответ на сообщение, разосланное по электронной почте около 1000 поклонников музыканта. 18 октября 2012 года он скончался в Нью-Брансуике.

## Дискография

### В качестве лидера
- Third World Awareness (Abdul Hannah, 1971)
- Passage to Music (Silkheart, 1988)
- Great Bliss, vol. 1 (Silkheart, 1990)
- Great Bliss, vol. 2 (Silkheart, 1990)
- Flight of I (DIW, 1991)
- Third Ear Recitation (DIW, 1993)
- Earthquation (DIW, 1994)
- Cryptology (Homestead, 1994)
- Oblations and Blessings (Silkheart, 1995)
- Dao (Homestead, 1995)
- Godspelized (DIW, 1996)
- Wisdom of Uncertainty (AUM Fidelity, 1996)
- Live in the Netherlands (Splasc(H), 1997)
- Go See the World (Columbia, 1997)
- Surrendered (Columbia, 1999)
- Corridors & Parallels (AUM Fidelity, 2001)
- Freedom Suite (AUM Fidelity, 2002)
- The David S Ware Quartet Live in the World (Thirsty Ear, 1998/2003)
- Threads (CD Thirsty Ear, 2003)
- BalladWare (CD Thirsty Ear, 2005)
- Renunciation (AUM Fidelity, 2007)
- Shakti (Aum Fidelity, 2008) with Joe Morris g, William Parker b, Warren Smith dr
- David S Ware Quartet Live in Vilnius (2 LP, NO BUSINESS 2008)
- Saturnian (solo saxophones volume 1) (Aum Fidelity, 2009)
- Onecept (Aum Fidelity, 2010) with William Parker b, Warren Smith dr
- Organica (solo saxophones volume 2) (Aum Fidelity, 2011)

### Как сайдмен
С Эндрю Сириллом
- Metamusicians' Stomp (Black Saint, 1978)
- Special People (Soul Note, 1980)

С Сесилом Тейлором
- Dark to Themselves (Enja, 1976)